# Karel Adrianus Meeussen
Karel Adrianus Meeussen (Bergen op Zoom, 9 maart 1815 – Den Haag, 24 januari 1884) was een katholieke volgeling van Thorbecke. Enige jaren was hij Tweede Kamerlid voor het district Breda, waar hij ook rechter was. In het tweede kabinet-Thorbecke was hij een half jaar minister voor RK-eredienst. Na het opheffen van zijn departement werd hij benoemd tot staatsraad.
Als Thorbeckiaans Tweede Kamerlid sprak hij onder meer over zaken betreffende het binnenlands bestuur, justitie, pensioenen, financiën en het wetsvoorstel inzake jacht en visserij. Hij interpelleerde in 1856 minister Simons over het houden van godsdienstoefeningen buiten gebouwen.

## Tweede Kamer
| Periode |
| --- |
| 13-02-1849 t/m 19-08-1850 07-10-1850 t/m 25-04-1853 14-06-1853 t/m 17-09-1854 18-09-1854 t/m 15-12-1855 09-02-1856 t/m 19-09-1858 20-09-1858 t/m 31-01-1862 |